# 劉喬 (正德進士)
劉喬（1487年—？），字于僊，江西吉安府泰和縣人，民籍，明朝政治人物。

## 生平
江西鄉試第六十名舉人。正德十六年（1521年）中式辛巳科會試第二百八十六名，登第三甲第二名進士。嘉靖九年（1530年）六月由廣東按察司佥事升本司副使。

## 家族
曾祖劉一原；祖父劉本經；父劉廣容，母曾氏。慈侍下。